# 东部互联高速铁路
东部互联高速铁路（法語：LGV Interconnexion Est）是一條位於法國巴黎近郊的高鐵路線，連接北部高速铁路、东部高速铁路及东南高速铁路。它在1994年5月29日通車，分別有三條支線。西支線連接巴黎Valeton地區及Coubert三角地區，南支線連接Moisenay地區及Combs-la-Ville - Quincy車站，北支線連接Vémars地區及Coubert三角地區。現時西支線及南支線都與東南線共享軌道。

## 路線
從南面計起（东南高速铁路或大西洋高速铁路），路線由Coubert三角向東北。近Tournan地區有一連接路段連至巴黎庫諾米耶鐵路。位於更北的马恩拉瓦莱-谢西站主要服務馬恩河谷地區及巴黎迪士尼。近Claye-Souilly地區有路線分支前往東線。路線再向北經過戴高樂機場，並在Vémars地區連接北部高速铁路。

## 車站
- 巴黎戴高樂機場2號車站
- 马恩拉瓦莱-谢西站